# Chiesa di San Martino (Castello Valsolda)
La chiesa di San Martino è la parrocchiale di Castello, frazione del comune sparso di Valsolda, in provincia di Como ed arcidiocesi di Milano; fa parte del decanato di Porlezza. Al suo interno, tra le decorazioni artistiche, spiccano gli affreschi della volta realizzati dal pittore valsoldese Paolo Pagani.

## Storia
La struttura fu costruita nella seconda metà del Cinquecento sui resti di un più antico edificio di culto.
Fonti documentali attestano che nel 1578 erano in corso i lavori di rifacimento delle chiesa, quando già era stato predisposto il piazzale antistante che ne facilita l'accesso. Una chiesa più antica, di ridotte dimensioni, già esisteva nello stesso sito, con un orientamento ruotato di 180° gradi rispetto all'attuale.
Dopo aver compiuto un'importante carriera internazionale, di ritorno dalla Moravia, negli anni 1696-97 il pittore Paolo Pagani, nativo di Castello Valsolda, volle far dono alla chiesa parrocchiale del suo paese degli affreschi della volta, realizzando quella che è considerata la sua opera più importante. 

## Descrizione

### Esterno
La semplicità delle linee architettoniche e dell'aspetto esterno - con la sobria facciata a capanna, il campanile a torre quadrata (culminante, come solo elemento di contenuta eleganza, in un'aula campanaria in stile barocco) - non lascia intuire la ricchezza dell'apparato decorativo interno, con opere d'arte che testimoniano, tra l'altro, la straordinaria capacità che ebbe la Valsolda di fungere da patria di botteghe artistiche.

### Interno
La struttura della chiesa presenta al suo interno una navata unica con sei ampie cappelle laterali; attraverso l'arco trionfale si accede al presbiterio di forma rettangolare. La illuminazione avviene attraverso una sola finestra, posta a nord, decorata a mosaico: vi è raffigurata la scena di San Martino che dona la metà del suo mantello ad un povero, in omaggio al santo al quale la chiesa è dedicata.

#### Affreschi di Paolo Pagani

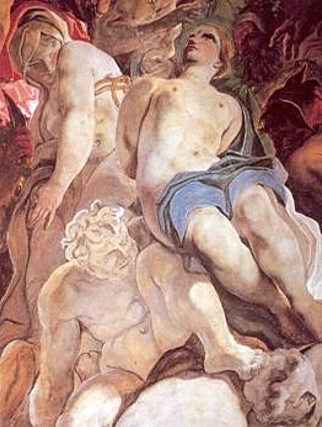
Particolare degli affreschi della volta

San Martino di Castello racchiude il capolavoro dell'artista Paolo Pagani che ha decorato la volta con un affresco dedicato alla funzione salvifica della Vergine. Il piano dell'opera richiese il rifacimento della volta a botte, onde poter disporre degli spazi e della giusta luce per dipingervi le quadrature atte a creare l'illusione di un'alta copertura con due cupole. I lavori preparatori dovevano anche consentirgli di poter valersi del fregio posto a delimitazione della volta che corre lungo le tre campate, e dello spazio che sembra prolungare l'arco trionfale, come sostegni illusivi delle moltitudini di figure che assistono attonite agli eventi che hanno luogo nella volta celeste. 
Un documento dell'epoca ricorda in questi termini l'impegno del pittore:
La "perfezione" è tanto più sorprendente se si considera – com'è emerso nel corso dei recenti restauri – che Pagani realizzò le sue figure direttamente sull'intonaco, senza l'aiuto di disegni preparatori.
L'effetto d'insieme che si ricava guardando gli affreschi è grandioso: le figure dipinte sulla volta sfidano le leggi della gravità in una chiave onirica e visionaria, tributaria di Michelangelo e di Pellegrino Tibaldi pure della Valsolda.
Libero di dar sfogo alla sua vena creativa, Pagani diede luogo ad una straordinaria moltitudine di figure che popolano la volta ubbidendo ad una complessa ed inconsueta iconografia.
Si osservano innanzi tutto due moltitudini di personaggi, dipinte all'altezza di due cappelle laterali, riproporendo l'omaggio ai rispettivi santi dedicatari, raffigurati tuttavia senza aureola come il resto dei soggetti affrescati. Da un lato troviamo la Predicazione di San Giovanni Battista, con la furente figura del santo, che annuncia, attorniato da angeli, sibille e profeti, la venuta del Messia ea invita la torma degli increduli pagani alla conversione. Sul lato opposto è raffigurato un sulfureo giudice romano, posto in un fantasioso padiglione intento a decretare la Condanna a morte delle Sante Apollonia, Caterina d'Alessandria e Lucia, e che si mostra indispettito dalla loro serena accettazione del loro destino. Osserva a questo proposito A. Morandotti:
Nella zona centrale della volta, in corrispondenza della cupola illusiva più prossima all'altar maggiore, è raffigurata la scena principale: l'Ascensione della Vergine. Nello spazio sopra l'arco trionfale sono poste le figure degli Apostoli dai quali la Madonna si è dipartita, mentre sulla volta si osserva, ormai lontana, la Vergine trascinata in cielo da una straordinaria moltitudine di presenze angeliche; il vortice di immagini che sale verso l'alto trascina con sé, come in un sogno, anche le figure delle tre sante martiri. Più in alto ancora nella cupola, si osservano tre figure maschili pronte ad accogliere la Vergine. Qui Pagani recupera, traducendola in una immagine aerea e misteriosa, l'antica raffigurazione "triandrica" della Trinità.
L'arte di Pagani, per come si mostra sulla volta della chiesa di San Martino, appare per molti versi erede della grande stagione barocca espressa dai pittori bolognesi quali il Lanfranco. Si può citare ancora il Morandotti per compendiare l'impressione che si ricava guardando la volta affrescata:

#### Altro
Gli affreschi della volta e delle pareti del presbiterio sono opera della bottega dei fratelli Pozzi di Puria, realizzati in una data prossima al 1590-1600, con un linguaggio che si dimostra aggiornato sulla lezione milanese di Camillo Procaccini. Sulla volta sono raffigurati, con ampi panneggi dalle pieghe taglienti, i Dodici Apostoli, intenti ad osservare, al centro della volta la figura del Cristo trionfante. Più sotto, sulle pareti, sono illustrate Storie di Cristo e della Vergine, e, nel registro superiore, scene della Vita di San Martino.
Altre opere di interesse trovano posto nelle quattro cappelle laterali, con pale d'altare raffiguranti rispettivamente la Decollazione di San Giovanni Battista (opera del pittore Pietro Vignola), la Madonna del Rosario (opera del pittore veneto Giovan Battista Maganza, del 1615), la Condanna a morte delle Sante Apollonia, Caterina e Lucia (opera del pittore Pietro Vignola), e Consegna delle insegne vescovili a San Carlo Borromeo (attribuita da studi recenti al pittore Salvatore Pozzi, del 1613). Recentemente, sotto la tela della Madonna del Rosario, è stato scoperto un altro affresco del 1591 con lo stesso soggetto, attribuibile ancora alla bottega del Pozzi di Puria (segnatamente a Marco Antonio Pozzi).
Per quanto concerne le opere scultoree, la chiesa ospita una statua raffigurante Pietro da Verona, il quale venne ucciso su mandato di Stefano Confalonieri, signore di Castello Valsolda.